# Церковь Святой Урсулы (Вена)
Церковь Святой Урсулы (нем. Ursulinenkirche) — римско-католическая церковь в стиле барокко, расположенная в 1-м районе Вены, во Внутреннем городе. Объект архитектурного наследия Австрии.

## История
Церковь была частью монастырского комплекса, построенного в период с 1666 по 1745 год для Ордена Урсулинок, которые прибыли в Вену в 1660 году по приглашению Элеоноры[уточнить], будущей императрицы Священной Римской империи.
Доподлинно неизвестно, когда была выстроена церковь, но не позднее 1745 года. Её строительство вёл архитектор Антон Эрхард Мартинелли.
Итальянский композитор Карло Агостино Бадиа долго и тесно сотрудничал с монастырем, что воплотилось во множестве музыкальных произведений. 21 октября 1694 года, в день памяти Святой Урсулы, впервые была исполнена его Оратория Сант-Орсола (итал. Oratorio di Sant’Orsola). Это произведение было надолго забыто, и вновь исполнено лишь в октябре 2021 года в монастыре Мариаштайна.
В 1813 году Клеменс Мария Хофбауэр был назначен настоятелем церкви и стал исповедником монахинь. В его память на внешней стороне стены церкви была установлена памятная доска.
В 1960 году Урсулинки переехали в Мауэр, в районе Лизинг, а весь монастырский комплекс с 1963 по 1968 год был переоборудован для использования в учебных целях и передан органному факультету Венского университета музыки и исполнительского искусства. С тех пор в церкви проходят репетиции и органные концерты, а богослужения сопровождает студенческий хор.

## Интерьер и экстерьер
Церковь отличается богатым лепным декором. Интерьер церкви выполнен под влиянием итальянских иезуитских церквей. Запрестольный образ главного алтаря изображает смерть Святой Урсулы. Его автором считается Иоганн Шпилленбергер, но, возможно, это копия чешского художника Иоганна Франца Грайпеля. Боковые алтари также украшены росписями в стиле барокко и классицизма. К церкви пристроена капелла Гроба Господня со скульптурой Погребения Христа.
Первый церковный орган был создан в 1820 году Фридрихом Дойчманом, но был перенесен в храм Святого Лаврентия в Катцельсдорфе. Нынешний орган был создан в 1968 году органостроительной компанией Грегора Храдецки.

## Галерея

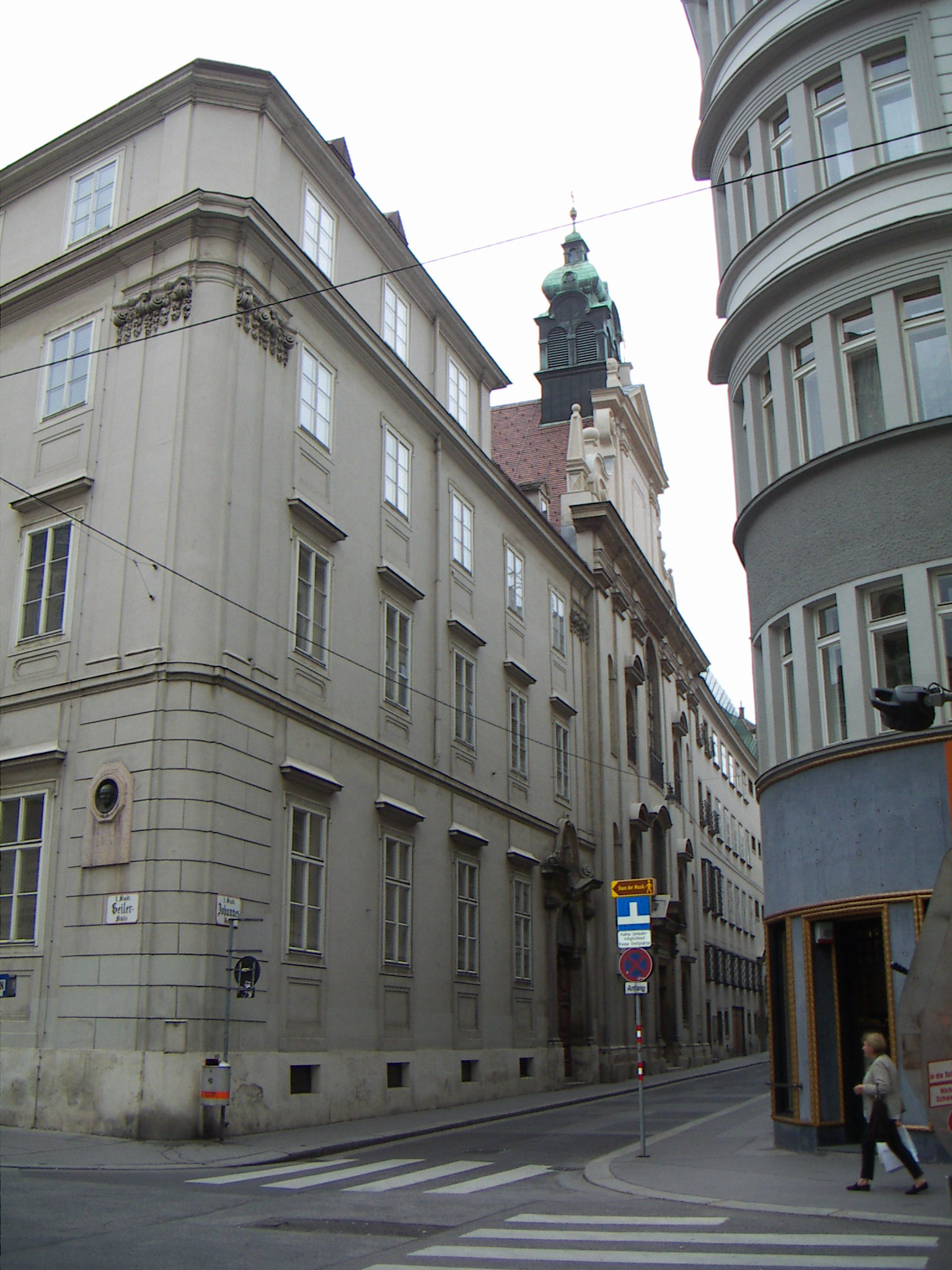
Бывший монастырский комплекс и главный вход в церковь с улицы Иоганнесгассе
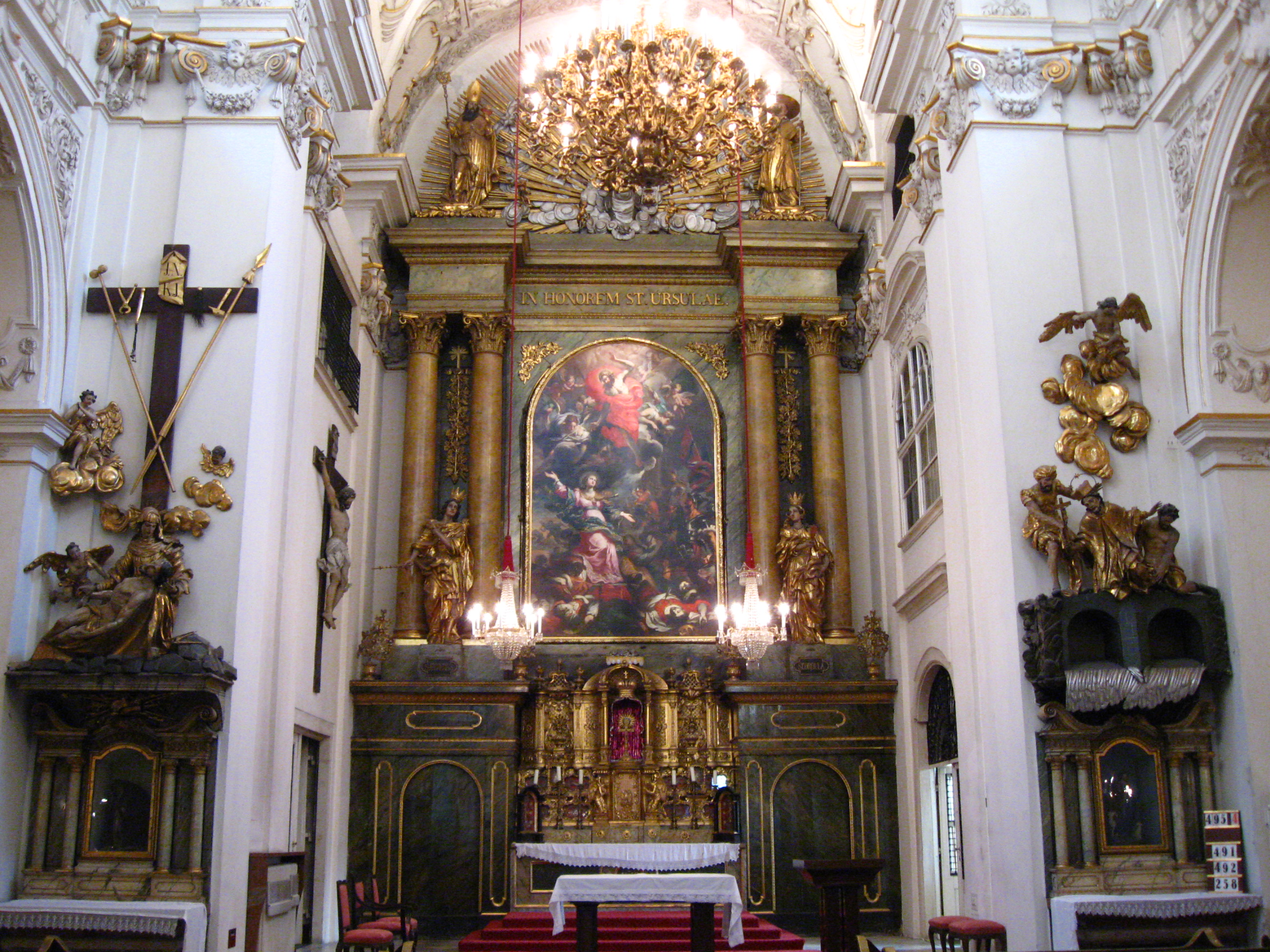
Главный алтарь церкви
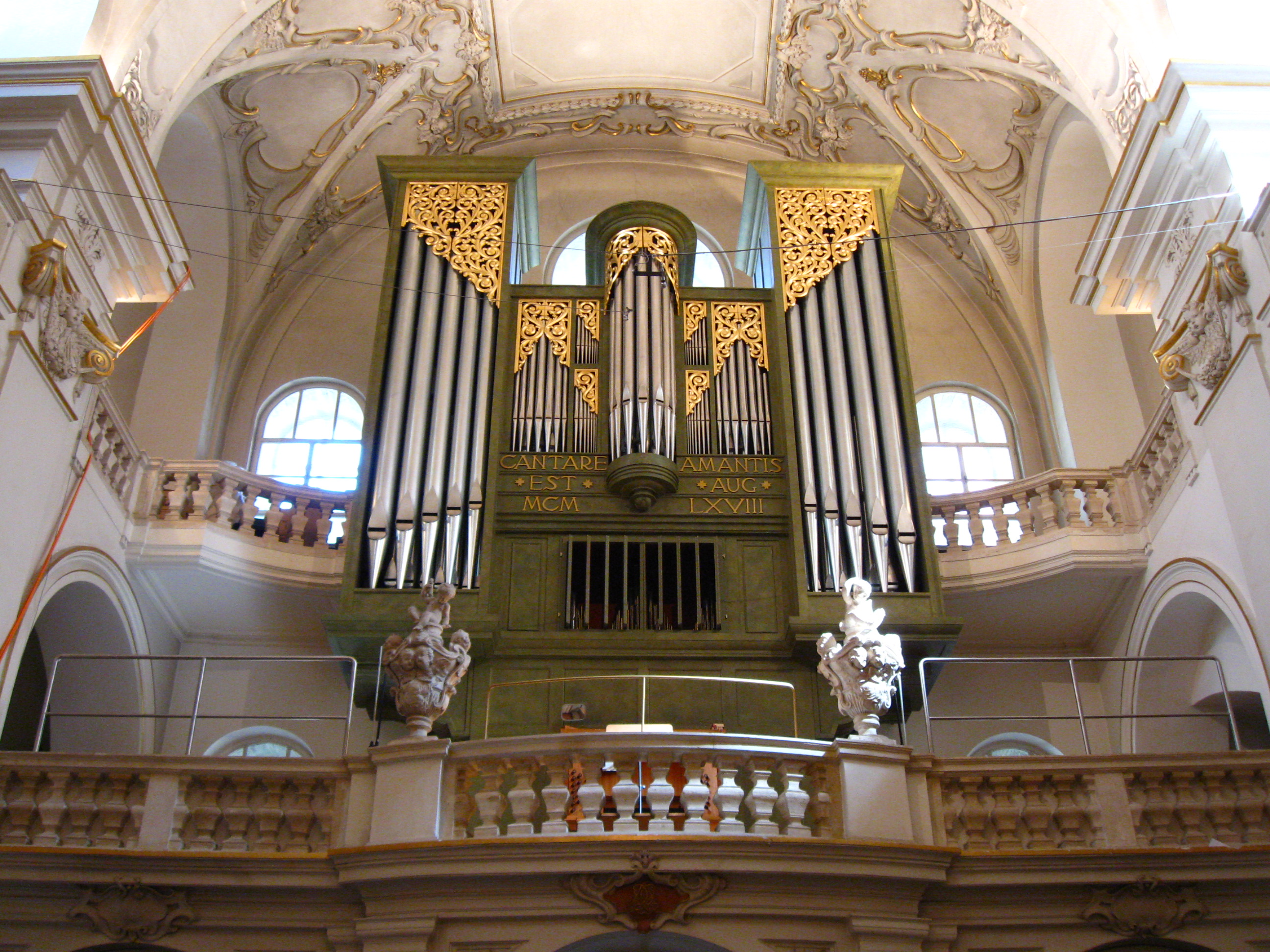
Церковный орган
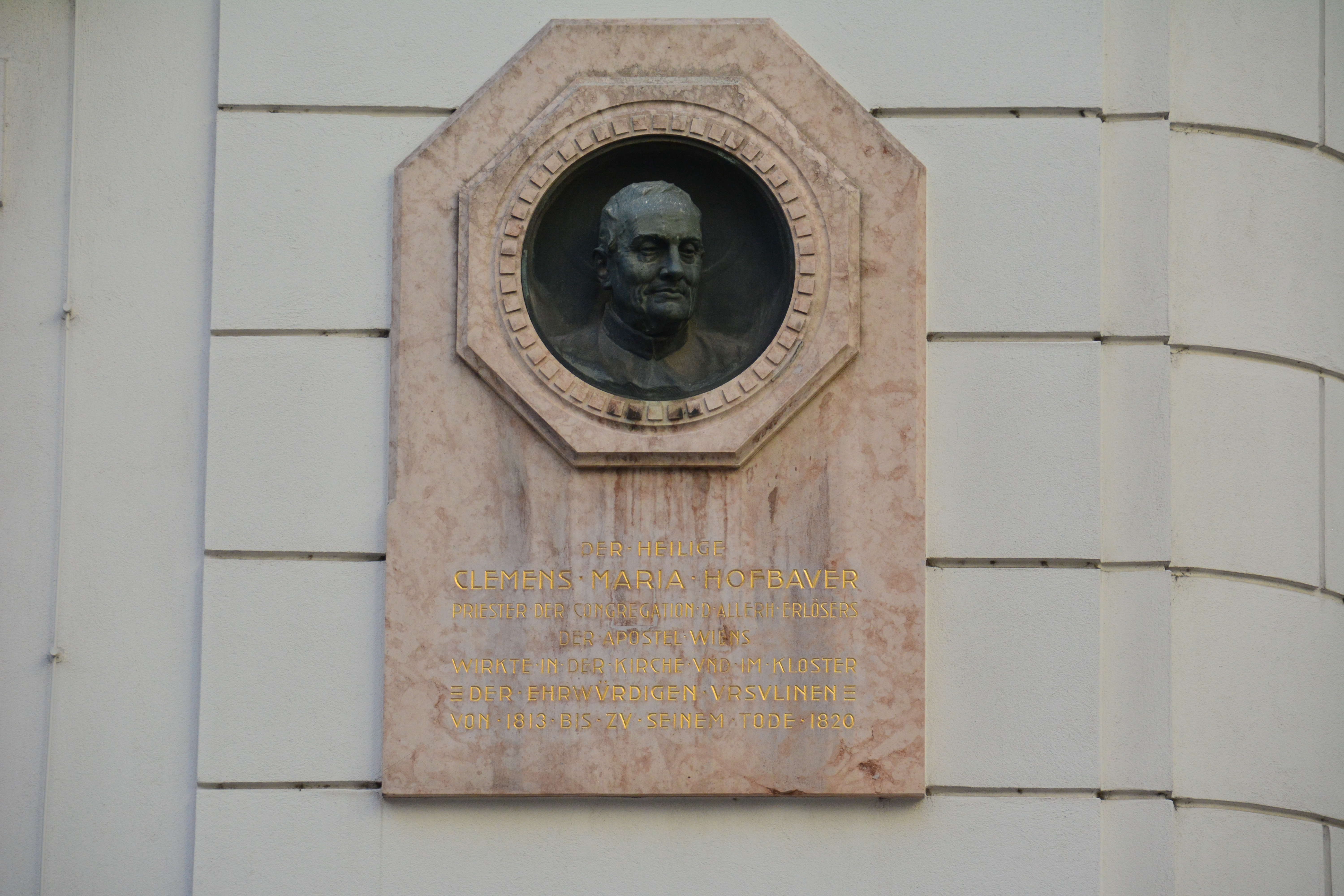
Мемориальная доска в память о Клеменсе Марии Хофбауэре